# إيدا أودين
إيدا أودين (بالسويدية: Ida Odén) مواليد 14 أبريل 1987 في بوروس، هي لاعبة كرة يد سويدية تلعب كظهير أيمن. مثلت منتخب السويد لكرة اليد للسيدات. حققت المركز الثالث في بطولة أوروبا لكرة اليد للسيدات 2014.

## سجل المنافسة
شاركت في البطولات التالية:
- بطولة أوروبا لكرة اليد للسيدات 2014
- بطولة أوروبا لكرة اليد للسيدات 2016

## الإنجازات
- البطولة السويدية:
  - الفوز: 2006، 2007، 2009، 2010، 2011، 2012، 2013، 2014، 2015، 2016
  - الميدالية الفضية: 2008

## روابط خارجية
- إيدا أودين على موقع الاتحاد الأوروبي لكرة اليد (الإنجليزية)